# Lista specjalnych odcinków WWE NXT
Jest to lista specjalnych odcinków WWE NXT, które jest programem telewizyjnym o tematyce wrestlingowej nadawanym na USA Network i produkowanym przez federację WWE.

## Lista specjalnych odcinków WWE NXT
| Odcinek                          | Data                 | Oglądalność (w mln) | Notka |
| -------------------------------- | -------------------- | ------------------- | --- |
| NXT season 1 premiere            | 23 lutego 2010       | 1,7                 | Debiutancki odcinek na Syfy, zastąpujacy ECW. Pierwszy odcinek pod starym formatem rywalizacji w różnych wyzwaniach i walkach. |
| NXT season 1 finale              | 1 czerwca 2010       | 1,4                 | Wade Barrett został ogłoszony zwycięzcą. |
| NXT season 2 premiere            | 8 czerwca 2010       | 1,5                 | |
| NXT season 2 finale              | 31 sierpnia 2010     | 1,3                 | Kaval został ogłoszony zwycięzcą. |
| NXT season 3 premiere            | 7 września 2010      | 1,2                 | Sezon w którym wystąpiły tylko Divy. W trakcie show, zostało przeniesione z Syfy na WWE.com. |
| NXT season 3 finale              | 30 listopada 2010    | N/A                 | Kaitlyn została ogłoszona zwyciężczynią. |
| NXT season 4 premiere            | 7 grudnia 2010       | N/A                 | Pierwszy sezon całkowicie na WWE.com. |
| NXT season 4 finale              | 1 marca 2011         | N/A                 | Johnny Curtis został ogłoszony zwycięzcą. |
| NXT Redemption premiere          | 8 marca 2011         | N/A                 | Wystąpiło siedniu różnych zawodników wybranych z poprzednich sezonów. |
| NXT Redemption finale            | 13 czerwca 2012      | N/A                 | Finałowy odcinek NXT pod formatem rywalizacji w różnych wyzwaniach i walkach. Brak zwycięzcy. |
| NXT season 6 premiere            | 20 czerwca 2012      | N/A                 | Pierwszy odcinek NXT pod formatem brandu rozwojowego. Debiut na Full Sail University. |
| NXT Rewind 2013                  | 25 grudnia 2013      | N/A                 | Odcinek wspominiający wszystkie wydarzenia z tego roku w NXT. Odbyła się walka Antonio Cesaro vs. William Regal, która była ostatnią walką Regala w profesjonalnym wrestlingu. |
| NXT Rewind 2014                  | 25 grudnia 2014      | N/A                 | Odcinek wspominiający wszystkie wydarzenia z tego roku w NXT. Odbyła się walka Charlotte (c) vs. Sasha Banks o NXT Women’s Championship. |
| The Best of NXT 2015             | 30 grudnia 2015      | N/A                 | Odcinek wspominiający wszystkie wydarzenia z tego roku w NXT. |
| NXT in Japan                     | 28 grudnia 2016      | N/A                 | Pierwszy dwugodzinny odcinek NXT, który odbył się w Osaka Prefectural Gymnasium w Osace, Japonia. Odbyły się m.in. walki: - DIY (Johnny Gargano i Tommaso Ciampa) (c) vs. Akira Tozawa i Tajiri o NXT Tag Team Championship - Asuka (c) vs. Nia Jax o NXT Women’s Championship - Samoa Joe (c) vs. Shinsuke Nakamura o NXT Championship |
| NXT Holiday Week                 | 13 grudnia 2017      | 0,84                | Odcinek tygodniówki z motywami świątecznymi na USA Network. |
| NXT USA Network premiere         | 18 września 2019     | 1,18                | Debiut na USA Network. Dwugodzinny odcinek gdzie pierwsza godzina była nadawana na USA Network, a reszta na WWE Network. Odbyła się m.in. walka Roderick Strong (c) vs. Velveteen Dream o NXT North American Championship. |
| First two-hour NXT on USA        | 2 października 2019  | 0,89                | Pierwszy dwugodzinny odcinek w całości nadawany na USA Network. Pierwszy odcinek nadawany równolegle z AEW Dynamite, który zapoczątkował Wednesday Night Wars. Odbyły się m.in. walki: - Adam Cole (c) vs. Matt Riddle o NXT Championship - Shayna Baszler (c) vs. Candice LeRae o NXT Women’s Championship - The Undisputed Era (Bobby Fish i Kyle O’Reilly) (c) vs. The Street Profits (Angelo Dawkins i Montez Ford) o NXT Tag Team Championship |
| 2019 NXT Year-End Awards         | 1 stycznia 2020      | 0,55                | Nagrody końcoworoczne dla NXT. |
| The Great American Bash (2020)   | 1 lipca 2020         | 0,79                | Pierwsza część dwutygodniowej gali. Obie noce rywalizowały z Fyter Fest od All Elite Wrestling. |
| The Great American Bash (2020)   | 8 lipca 2020         | 0,76                | Odbyła się walka Adam Cole (NXT Champion) vs. Keith Lee (NXT North American Champion) w Winner Takes All matchu. |
| Super Tuesday                    | 1 września 2020      | 0,85                | Pierwsza część dwutygodniowej wtorkowej gali z powodu play-offów pucharu Stanleya na USA Network. Odbyła się m.in. walka Finn Bálor vs. Tommaso Ciampa vs. Adam Cole vs. Johnny Gargano o zwakowany NXT Championship w 60-minutowym Iron Man matchu. |
| Super Tuesday                    | 8 września 2020      | 0,84                | Odbyły się m.in. walki: - Finn Bálor vs. Adam Cole o zwakowany NXT Championship - Rhea Ripley vs. Mercedes Martinez w Steel Cage matchu. |
| Takeoff to TakeOver              | 23 września 2020     | 0,7                 | Odcinek zapowiadający TakeOver 31. Odbyły się m.in. walki: - Shotzi Blackheart vs. Aliyah vs. Kayden Carter vs. Dakota Kai vs. Raquel Gonzalez vs. Indi Hartwell vs. Gia vs. Catalina vs. Raven vs. Ellie vs. Marina Shafir vs. Avery vs. Taylor vs. Rita vs. Kacy Catanzaro vs. Xia Li vs. Candice LeRae vs. Rhea Ripley w Battle Royalu o miano pretendentki do NXT Women’s Championship - Bronson Reed vs. Kushida vs. Timothy Thatcher vs. Cameron Grimes vs. Kyle O’Reilly w Gauntlet matchu o miano pretendenta do NXT Championship |
| Halloween Havoc (2020)           | 28 października 2020 | 0,88                | Odcinek tygodniówki z motywami Halloween, organizowany przez Shotzi Blackheart. Pierwsza gala Halloween Havoc od czasu Halloween Havoc (2000), który zadebiutował w WWE. Debiut gimmicku walki "Spin The Wheel, Make the Deal", gdzie stypulacje walki były losowane na kole. Odbyły się m.in. walki: - Damian Priest (c) vs. Johnny Gargano o NXT North American Championship - Io Shirai (c) vs. Candice LeRae o NXT Women’s Championship |
| A Very Gargano Christmas Special | 23 grudnia 2020      | 0,7                 | Odcinek tygodniówki z motywami świątecznymi. Rywalizowało z Holiday Bash od All Elite Wrestling. Odbyła się m.in. walka Danny Burch i Oney Lorcan (c) vs. Drake Maverick i Killian Dain w Street Fightcie o NXT Tag Team Championship. |
| 2020 NXT Year-End Awards         | 30 grudnia 2020      | 0,59                | Nagrody końcoworoczne dla NXT. Rywalizowano z Celebration of Mr. Brodie Lee’s Life od All Elite Wrestling. |
| New Year’s Evil (2021)           | 6 stycznia 2021      | 0,64                | Specjalny odcinek noworoczny, organizowany przez Dextera Lumisa. Rywalizowało z New Year’s Smash od All Elite Wrestling. Odbyły się m.in. walki: - Finn Bálor (c) vs. Kyle O’Reilly o NXT Championship - Karrion Kross vs. Damian Priest - Raquel González vs. Rhea Ripley w Last Woman Standing matchu |
| TakeOver Stand & Deliver Noc 1   | 7 kwietnia 2021      | 0,768               | Noc 1 specjalnej gali TakeOver. Była to pierwsza gala TakeOver nadwana na USA Network. Koniec Wednesday Night Wars, po tym jak NXT zostało przeniesione na wtorek. Odbyły się m.in. walki: - MSK (Wes Lee i Nash Carter) vs. Grizzled Young Veterans (James Drake i Zack Gibson) vs. Legado Del Fantasma (Raul Mendoza i Joaquin Wilde) o zxwakowany NXT Tag Team Championship - Walter (c) vs. Tommaso Ciampa o NXT United Kingdom Championship - Io Shirai (c) vs. Raquel González o NXT Women’s Championship |
| NXT move to Tuesday              | 13 kwietnia 2021     | 0,805               | Był to pierwszy odcinek NXT po zakończeniu Wednesday Night Wars. Odbyły się m.in. walki: - MSK (Wes Lee i Nash Carter) (c) vs. Killian Dain i Drake Maverick o NXT Tag Team Championship - Santos Escobar (c) vs. Kushida o NXT Cruiserweight Championship |
| The Great American Bash (2021)   | 6 lipca 2021         | 0,707               | Odbyły się m.in. walki: - MSK (Nash Carter i Wes Lee) (c) vs. Tommaso Ciampa i Timothy Thatcher o NXT Tag Team Championship - LA Knight (c) vs. Cameron Grimes o Million Dollar Championship - Adam Cole vs. Kyle O’Reilly |
| NXT on Syfy                      | 27 lipca 2021        | 0,52                | Specjalnie nadawany odcinek NXT na Syfy z powodu nadawania Letnich Igrzysk Olimpijskich 2020 na USA Network. Pierwsze odcinki NXT nadawane na Syfy od 28 września 2010. |
| NXT on Syfy                      | 3 sierpnia 2021      | 0,52                | Specjalnie nadawany odcinek NXT na Syfy z powodu nadawania Letnich Igrzysk Olimpijskich 2020 na USA Network. Pierwsze odcinki NXT nadawane na Syfy od 28 września 2010. |
| NXT 2.0 premiere                 | 14 września 2021     | 0,77                | Pieerwszy odcinek w nowej wersji NXT, z nowym logo, odbywającym się w WWE Performance Center, oraz z nowym motywem muzycznym wykonanym przez Wale’a. Odbył się ślub Indi Hartwell i Dextera Lumisa. Odbyła się m.in. walka Tommaso Ciampa vs. Pete Dunne vs. LA Knight vs. Von Wagner w Fatal 4-Way matchu o zwakowany NXT Championship. |
| Halloween Havoc (2021)           | 26 października 2021 | 0,746               | Odcinek tygodniówki z motywami Halloween. Odbyła się m.in. walka Tommaso Ciampa (c) vs. Bron Breakker o NXT Championship. |
| New Year’s Evil (2022)           | 4 stycznia 2022      | 0,685               | Specjalny odcinek noworoczny. Odbyła się m.in. walka Tommaso Ciampa (c) vs. Bron Breakker o NXT Championship. |
| Vengeance Day (2022)             | 15 lutego 2022       | 0,525               | Specjalny odcinek walentykowy. Odbyła się m.in. walka Bron Breakker (c) vs. Santos Escobar o NXT Championship. |
| Roadblock (2022)                 | 8 marca 2022         | 0,613               | Odbyła się m.in. walka Bron Breakker (c) vs. Tommaso Ciampa vs. Dolph Ziggler w Triple Threat matchu o NXT Championship. |
| Spring Breakin’ (2022)           | 3 maja 2022          | 0,661               | Odbyła się m.in. walka Bron Breakker (c) vs. Joe Gacy o NXT Championship. |
| The Great American Bash (2022)   | 5 lipca 2022         | 0,593               | Odbyła się m.in. walka Bron Breakker (c) vs. Cameron Grimes o NXT Championship. |
| Heatwave (2022)                  | 16 sierpnia 2022     | 0,723               | Odbyła się m.in. walka Bron Breakker (c) vs. JD McDonaugh o NXT Championship. |
| New Year’s Evil (2023)           | 10 stycznia 2023     | 0,700               | Specjalny odcinek noworoczny. Odbyła się m.in. walka Bron Breakker (c) vs. Grayson Waller o NXT Championship. |
| Roadblock (2023)                 | 7 marca 2023         | 0,624               | Odbyła się m.in. walka Roxanne Perez (c) vs. Meiko Satomura o NXT Women’s Championship. |
| Spring Breakin’ (2023)           | 25 kwietnia 2023     | 0,647               | Odbyły się m.in. walki: - Indi Hartwell (c) vs. Roxanne Perez vs. Tiffany Stratton o NXT Women’s Championship. - Carmelo Hayes (c) vs. Grayson Waller o NXT Championship |
| Gold Rush                        | 20 czerwca 2023      | 0,773               | Odbyła się m.in. walka Seth „Freakin” Rollins (c) vs. Bron Breakker o World Heavyweight Championship |
| Gold Rush                        | 27 czerwca 2023      | 0,622               | Odbyły się m.in. walki: - Carmelo Hayes (c) vs. Baron Corbin o NXT Championship - Tiffany Stratton (c) vs. Thea Hail o NXT Women’s Championship. |
| Heatwave (2023)                  | 22 sierpnia 2023     | 0,720               | Odbyła się m.in. walka Carmelo Hayes (c) vs. Wes Lee lub Dijak o NXT Championship. |
| First 30 Minutes Commercial-Free | 10 października 2023 | 0,921               | Pierwsze 30 minut transmisji NXT były bez reklam. Polecane walki obejmowały: - Roxanne Perez vs. Asuka - Gallus (Joe Coffey, Mark Coffey i Wolfgang) vs. The Brawling Brutes (Pete Dunne i Ridge Holland) i Tyler Bate w Pub Rules matchu - Carmelo Hayes (z Johnem Ceną) vs. Bron Breakker (z Paulem Heymanem) Cody Rhodes został tej nocy gościnym specjalnym generalnym menadżerem. WWE Hall of Famer The Undertaker pojawił się niespodziewanie. Ten odcinek szedł łeb w łeb z AEW Dynamite, który został wyemitowany we wtorek w związku z relacjami TBS z play-offów MLB. |
| Halloween Havoc (2023)           | 24 października 2023 | 0,787               | Odcinek tygodniówki z motywami Halloween. Odbyła się m.in. walka Becky Lynch (c) vs. Lyra Valkyria o NXT Women’s Championship. |
| Halloween Havoc (2023)           | 31 października 2023 | 0,674               | Odcinek tygodniówki z motywami Halloween. Odbyła się m.in. walka Ilja Dragunov (c) vs. Carmelo Hayes o NXT Championship. |
| New Year’s Evil (2024)           | 2 stycznia 2024      | 0,768               | Czwarte coroczne wydarzenie NXT: New Year’s Evil. - Lyra Valkyria (c) vs. Blair Davenport o NXT Women’s Championship - Latino World Order (Carlito, Joaquin Wilde i Cruz Del Toro) vs. No Quarter Catch Crew (Damon Kemp, Myles Borne i Drew Gulak) - Arianna Grace vs. Roxanne Perez - Fallon Henley vs. Tiffany Stratton - Oba Femi vs. Riley Osborne w finale turnieju NXT Men’s Breakout - Trick Williams vs. Grayson Waller o walkę Williamsa o NXT Championship |
| Roadblock (2024)                 | 5 marca 2024         | 0,654               | Trzecie coroczne wydarzenie Roadblock. - Dijak vs. Joe Gacy w Asylum matchu - Bron Breakker i Baron Corbin (c) vs. Chase University (Andre Chase i Duke Hudson) o NXT Tag Team Championship - The Kabuki Warriors (Asuka i Kairi Sane) (c) vs. Lyra Valkyria i Tatum Paxley o WWE Women’s Tag Team Championship - Fallon Henley vs. Blair Davenport - Carmelo Hayes vs. Tony D’Angelo, aby wyłonić pretendenta do NXT Championship na NXT Stand & Deliver. |
| Spring Breakin’ (2024)           | 23 kwietnia 2024     | 0,661               | Trzecie coroczne wydarzenie Spring Breakin’ - Roxanne Perez (c) vs. Lyra Valkyria vs. Tatum Paxley o NXT Women’s Championship - The D’Angelo Family (Tony D’Angelo, Channing „Stacks” Lorenzo i Luca Crusifino) vs. No Quarter Catch Crew (Charlie Dempsey, Damon Kemp i Myles Borne) - Jaida Parker vs. Fallon Henley - Sol Ruca vs. Blair Davenport w Beach Brawlu - Lexis King vs. Baron Corbin - Ilja Dragunov (c) vs. Trick Williams o NXT Championship. |
| Spring Breakin’ (2024)           | 30 kwietnia 2024     | 0,564               | Część 2 czwartego corocznego wydarzenia Spring Breakin’. - Oba Femi (c) vs. Ivar o NXT North American Championship - Thea Hail vs. Jacy Jayne - The O.C. (Luke Gallows i Karl Anderson) vs. Tyriek Igwe i Tyson Dupont - Ridge Holland vs. Shawn Spears - Axiom i Nathan Frazer (c) vs. Authors of Pain (Akam i Rezar) o NXT Tag Team Championship - Lola Vice vs. Natalya w pierwszym w historii kobiecym NXT Underground matchu. |
| The Great American Bash (2024)   | 30 lipca 2024        | 0,468               | Wyemitowano na antenie Syfy w ramach relacji USA Network z Letnich Igrzysk Olimpijskich 2024. Część 1 piątego corocznego wydarzenia NXT: The Great American Bash. - The Unholy Union (Alba Fyre i Isla Dawn) (c) vs. Meta-Four (Jakara Jackson i Lash Legend) o WWE Women’s Tag Team Championship - Tony D’Angelo (c) vs. Tavion Heights in a British Rounds Rules matchu o NXT Heritage Cup - Cedric Alexander vs. Brooks Jensen - Jaida Parker vs. Kendal Grey - Fallon Henley, Jacy Jayne i Jazmyn Nyx vs. Karmen Petrovic, Lola Vice i Sol Ruca - Roxanne Perez (c) vs. Thea Hail o NXT Women’s Championship.                                                                             |
| The Great American Bash (2024)   | 6 sierpnia 2024      | 0,534               | Wyemitowano na antenie Syfy w ramach relacji USA Network z Letnich Igrzysk Olimpijskich 2024. Część 2 piątego corocznego wydarzenia NXT: The Great American Bash. - Pete Dunne vs. Trick Williams - Kelani Jordan (c) vs. Tatum Paxley o NXT Women’s North American Championship - Ethan Page (c) vs. Oro Mensah o NXT Championship - Joe Hendry vs. Joe Coffey - Wren Sinclair vs. Kendal Grey - Axiom i Nathan Frazer (c) vs. MSK (Wes Lee i Zachary Wentz) o NXT Tag Team Championship. |
| NXT: WWE Week on USA             | 10 września 2024     | 0,628               | Pierwsze 30 minut transmisji NXT były bez reklam. Specjalny odcinek w ramach WWE Week w USA Network, gdzie NXT wraz z Raw i SmackDown zostanie wyemitowane w tym tygodniu w USA Network. - Axiom i Nathan Frazer (c) vs. The Street Profits (Montez Ford i Angelo Dawkins) o NXT Tag Team Championship - Debiut w ringu WWE Giulii przeciwko Chelsea Green - Charlie Dempsey (c) vs. Je’Von Evans o NXT Heritage Cup - Oba Femi (c) vs. Hammerstone o NXT North American Championship - Ridge Holland vs. Duke Hudson - Jordynne Grace (c) vs. Sol Ruca o TNA Knockouts World Championship - Pete Dunne vs. Trick Williams w Last Man Standing matchu o miano pretendenta do NXT Championship |
| NXT’s CW premiere Tydzień 1      | 1 października 2024  | 0,895               | Debiutancki odcinek na żywo w The CW, który odbył się poza WWE Performance Center w Chicago w stanie Illinois z okazji rozpoczęcia „ery CW” w NXT. Pojawili się CM Punk, Jade Cargill i Bianca Belair, a także miał miejsce specjalny odcinek MizTV prowadzony przez The Miza z udziałem NXT North American Championa Oba Femiego i Tony’ego D’Angelo. - Roxanne Perez (c) vs. Giulia o NXT Women’s Championship - Wes Lee vs. Zachary Wentz w Street Fightcie - Lola Vice i Jaida Parker vs. Fatal Influence (Jacy Jayne i Fallon Henley) - Ethan Page (c) vs. Trick Williams o NXT Championship, z CM Punkiem jako sędzią specjalnym                                                        |
| NXT’s CW premiere Tydzień 2      | 8 października 2024  | 0,874               | Drugi odcinek na żywo w The CW, który odbył się poza WWE Performance Center w Saint Louis w stanie Missouri z okazji rozpoczęcia „ery CW” w NXT. Pojawiła się Sexyy Red. Ten odcinek szedł łeb w łeb z AEW Dynamite, który został wyemitowany we wtorek w związku z relacjami TBS z play-offów MLB. - Randy Orton vs. Je’Von Evans - Bianca Belair, Jade Cargill i Kelani Jordan vs. Fatal Influence (Jacy Jayne, Fallon Henley i Jazmyn Nyx) - Oba Femi (c) vs. Tony D’Angelo o NXT North American Championship - Axiom i Nathan Frazer (c) vs. A-Town Down Under (Austin Theory i Grayson Waller) o NXT Tag Team Championship                                                               |
| NXT 2300                         | 6 listopada 2024     | 0,619               | Specjalny odcinek NXT, który odbył się poza WWE Performance Center i oznaczał pierwszą transmisję NXT z 2300 Arena, dawnej ECW Arena. Ten odcinek miał miejsce w środę z powodu wyborów prezydenckich w Stanach Zjednoczonych w 2024 roku, a zatem bezpośrednio konkurował z AEW Dynamite. - Jaida Parker vs. Lola Vice w Hardcore matchu - Je’Von Evans vs. Wes Lee - Bubba Ray Dudley i Trick Williams vs. Ethan Page i Ridge Holland - Tony D’Angelo (c) vs. Nunzio o NXT North American Championship - Fatal Influence (Fallon Henley, Jacy Jayne i Jazmyn Nyx), Cora Jade i Roxanne Perez vs. Giulia, Jordynne Grace, Kelani Jordan, Stephanie Vaquer i Zaria                            |
| New Year’s Evil (2025)           | 7 stycznia 2025      | 0,798               | Piąte coroczne wydarzenie NXT: New Year’s Evil. - Roxanne Perez (c) vs. Giulia o NXT Women’s Championship - Cora Jade vs. Kelani Jordan vs. Lola Vice vs. Stephanie Vaquer o miano pretendentki do NXT Women’s North American Championship - Gigi Dolin, Shotzi i Tatum Paxley vs. Fatal Influence (Fallon Henley, Jacy Jayne i Jazmyn Nyx) - Charlie Dempsey (c) Lexis King w Sudden Death Rules o NXT Heritage Cup - Trick Williams (c) vs. Oba Femi vs. Eddy Thorpe o NXT Championship |
| Roadblock (2025)                 | 11 marca 2024        | 0,676               | Czwarte coroczne wydarzenie Roadblock. - The Hardy Boyz (Jeff Hardy and Matt Hardy) (c) vs. Axiom i Nathan Frazer o TNA World Tag Team Championship - Jordynne Grace vs. Roxanne Perez - Oba Femi (c) vs. Moose o NXT Championship - Je’Von Evans vs. Ethan Page w New York City Street Fightcie - Giulia (NXT) vs. Stephanie Vaquer (North American) w Winner Takes All matchu o NXT Women’s Championship i NXT Women’s North American Championship |